# القنصعي (يريم)

تعديل مصدري - تعديل

القنصعي محلة تابعة لقرية رباط الرميشي، التابعة لعزلة عبيدة بمديرية يريم إحدى مديريات محافظة إب في الجمهورية اليمنية.، بلغ تعداد سكانها 130 حسب تعداد اليمن لعام 2004.